# Piotr Głowacki (piłkarz)
Piotr Głowacki (ur. 12 października 1991 w Olsztynie) – polski piłkarz, grający na pozycji pomocnika. Zawodnik ŁKS Łódź.

## Życie prywatne
Jego starszy brat Paweł również był piłkarzem.